# Boophis albipunctatus
Boophis albipunctatus (Glaw & Thiesmeier, 1993) è una rana appartenente alla famiglia Mantellidae, endemica del Madagascar.